# Nübbel
Nübbel er en kommune og en by i det nordlige Tyskland, beliggende i Amt Fockbek i den centrale del af Kreis Rendsborg-Egernførde. Kreis Rendsborg-Egernførde ligger i den centrale del af delstaten Slesvig-Holsten.

## Geografi
Kommunen ligger vest for Rendsborg ved floden Ejderen. Nordvest for kommunen løber Bundesstraße 203 fra Rendsburg mod Heide. Mod øst løber Ejderen og, kun adskilt af en smal landtange, Kielerkanalen.